# Samson (poemat Jana Kasprowicza)

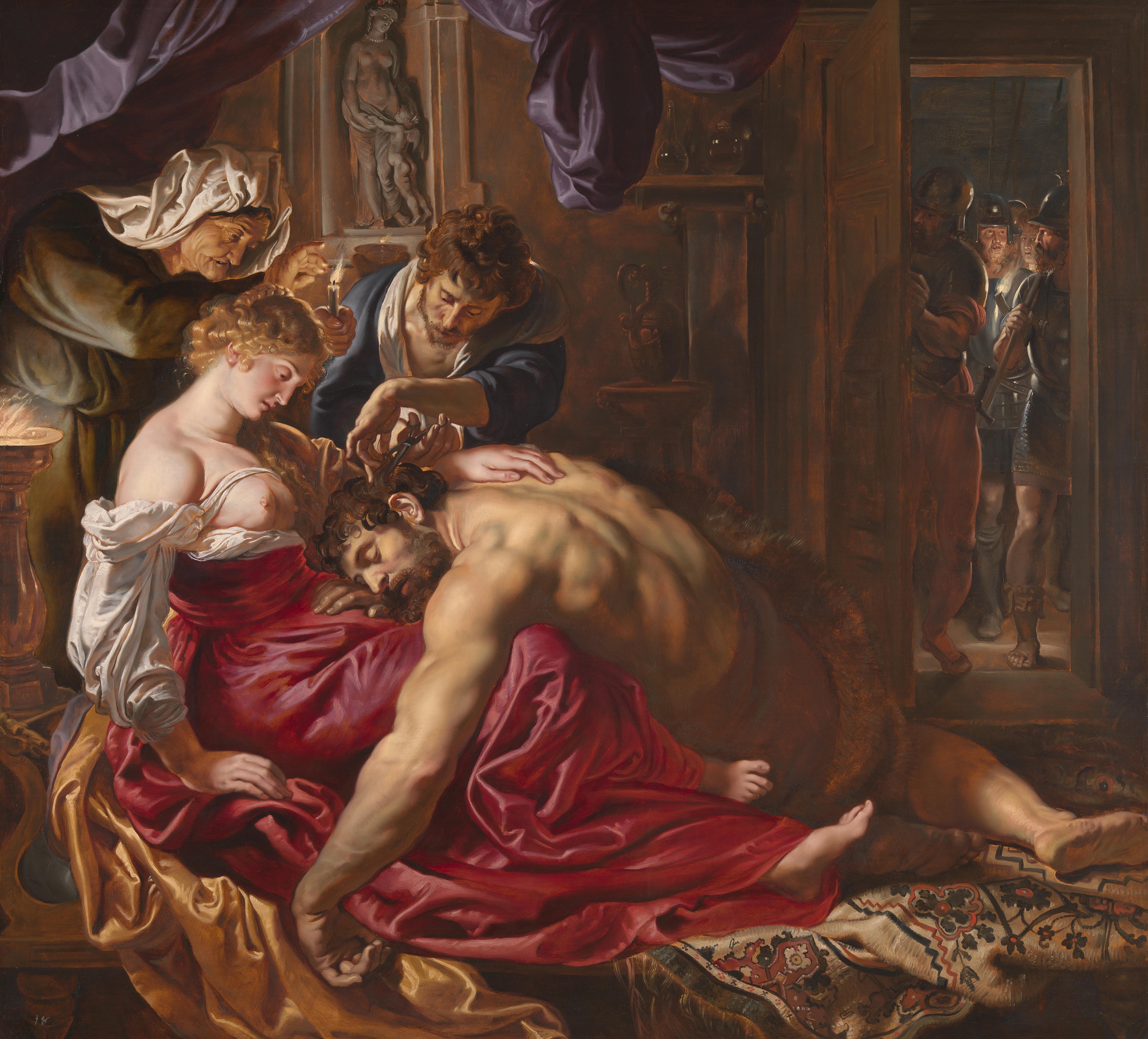
Peter Paul Rubens, Samson i Dalila

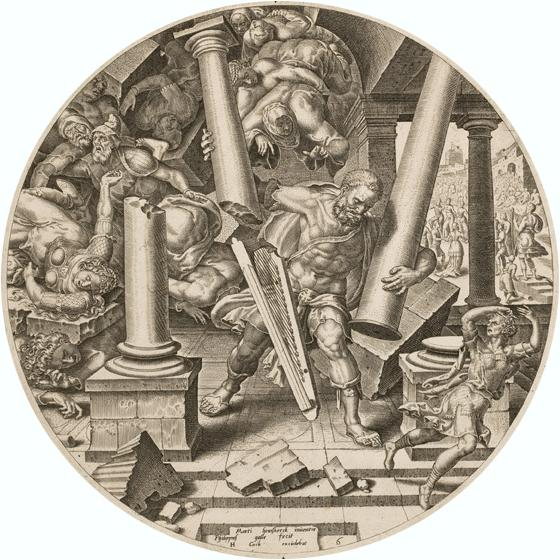
Philip Galle, Samson burzy świątynię Filistynów

Samson – poemat Jana Kasprowicza z cyklu Z motywów biblijnych. Utwór stanowi literackie opracowanie historii przedstawionej w Księdze Sędziów ze Starego Testamentu. Tytułowym bohaterem jest izraelski wojownik, siłacz Samson, który w pojedynkę zwyciężał Filistynów, uzbrojony jedynie w oślą szczękę. Nadludzka siła herosa brała się z jego nigdy niestrzyżonych włosów. Kiedy nieopatrznie zdradził on swój sekret podstępnej Dalili, w której się zakochał, został pojmany i oślepiony, a następnie zmuszony do niewolniczej pracy. Prześladowcy sadzili, że pokonany, ślepy mocarz jest już dla nich niegroźny. Nie zauważyli jednak, że podczas pobytu w niewoli włosy Samsona odrosły, a wraz z nimi powróciła jego wielka siła. Kiedy bohater poczuł w sobie dawną moc, przewrócił kolumny podtrzymujące strop w świątyni Dagona, gdzie był przetrzymywany i zginął pod gruzami wraz ze swoimi wrogami. Poemat Kasprowicza jest napisany przy użyciu strofy dziewięciowersowej, rymowanej abbabccca, układanej zasadniczo dziewięciozgłoskowcem. Tylko dwa wersy w każdej zwrotce różnią się od innych pod względem długości, czwarty ośmiozgłoskowy i ostatni, pięciozgłoskowy
A gdzież ów ślepiec? Hej, na chwilę
Niechaj przestanie kręcić żarna;
Niech kaźń porzuci, co go, czarna,
Więzi w podwójnej mogile;
Niechaj drużyna ta ofiarna,
Co święci uczty czar dziękczynny,
Skosztuje pieśni miodopłynnéj:
Pieśń nieci w sercu żywot inny,
Skrę w każdej żyle!...
Samson był częstym bohaterem dzieł literackich i plastycznych. Angielski poeta John Milton napisał tragedię Samson walczący. Również Peter Paul Rubens namalował obraz Samson i Dalila.